# Gran Premio del Belgio 2023
Il Gran Premio del Belgio 2023 è stata la dodicesima prova della stagione 2023 del campionato mondiale di Formula 1. La gara si è tenuta domenica 30 luglio sul circuito di Spa-Francorchamps ed è stata vinta dall'olandese Max Verstappen su Red Bull Racing-Honda RBPT, al quarantacinquesimo successo in carriera; Verstappen ha preceduto all'arrivo il suo compagno di squadra, il messicano Sergio Pérez, e il monegasco Charles Leclerc su Ferrari.
All'intero weekend di gara hanno assistito 380 000 spettatori, all'epoca nuovo record per il Gran Premio del Belgio sul circuito di Spa-Francorchamps. Il precedente primato apparteneva all'edizione precedente del 2022, caratterizzata da una presenza di 360 000 spettatori nel fine settimana.

## Vigilia

### Aspetti tecnici
Per questo Gran Premio la Pirelli, fornitore unico degli pneumatici, offre la scelta tra gomme di mescola C2, C3 e C4, la tipologia di pneumatici che caratterizza la gamma centrale del genere di coperture messe a disposizione dall'azienda italiana. A partire dall'edizione 2020 del Gran Premio la Pirelli ha sempre stabilito questa tipologia di pneumatici. Essa viene stabilita per la quarta volta in stagione, e per la prima volta dal Gran Premio di Miami.
La Federazione conferma le due tradizionali zone del Drag Reduction System in uso dall'edizione 2013 della gara quando l'organo mondiale dell'automobilismo decise di aumentare sul circuito di Spa-Francorchamps a due i tratti in cui utilizzare il dispositivo mobile, dopo l'unica precedente zona utilizzata dal 2011, stagione in cui il dispositivo fu introdotto nella categoria, fino alla stagione successiva, al fine di favorire i sorpassi. I piloti possono attivare l'alettone mobile posteriore sul lungo rettilineo tra la curva 4 e la curva 5, con punto per la determinazione del distacco tra piloti posto prima della seconda curva, e sul rettilineo principale dei box, il nuovo tratto aggiuntivo introdotto in seguito, con detection point fissato prima della curva 18.
La Federazione ha anche analizzato le zone del DRS durante il 2022, introducendo cambiamenti per il 2023 al fine di facilitare i sorpassi o renderli più difficili in alcuni circuiti in cui si riteneva che la zona in cui utilizzare il dispositivo mobile fosse troppo facile o difficile al fine di effettuare un sorpasso. Il circuito di Spa-Francorchamps non rientra tra i tracciati oggetto di queste modifiche.
Rispetto all'edizione del 2022, il circuito è caratterizzato da modifiche. La via di fuga sul lato sinistro dietro e dopo il cordolo alla curva 2 è stata riasfaltata e il cordolo stesso ricostruito. Erba sintetica è stata rinnovata alla curva 1, alla curva 2 e alla curva 5 sul lato sinistro, alla curva 8 sul lato destro, alla curva 9 sul lato sinistro e tra quest'ultima e la curva 10 sul lato destro, e alla curva 14 sul lato destro. Il pannello luminoso numero 2, posto in precedenza sul lato sinistro prima della curva 1, viene leggermente spostato più avanti e posto sul lato destro. Il pannello luminoso numero 6, posto sulla sinistra prima dell'inizio del rettilineo del Kemmel, viene leggermente spostato più indietro. Il pannello luminoso numero 14, posto sulla sinistra prima della stessa curva, viene spostato più indietro e posto sulla destra per farne spazio ad uno nuovo, posto sulla sinistra prima della stessa curva. Il pannello luminoso in precedenza numero 15, ora numero 16, posto sulla sinistra alla curva 15, viene spostato più indietro. Il pannello luminoso in precedenza numero 16, ora numero 17, posto sulla sinistra tra la curva 15 e la curva 16, viene spostato più indietro. Il pannello luminoso in precedenza numero 17, ora numero 18, posto in precedenza sulla destra prima della curva 16, viene spostato sulla sinistra. Il pannello luminoso in precedenza numero 18, ora numero 19, posto sulla destra alla curva 17, viene leggermente spostato più avanti. Un nuovo pannello luminoso viene posto sulla destra all'inizio del rettilineo principale.
Nella notte del giovedì, l'Aston Martin utilizza uno dei sei coprifuochi concessi durante la stagione per effettuare le operazioni sulle proprie vetture. La scuderia britannica non riceve sanzioni. Prima dell'inizio della sessione di prove libere, sulla vettura di Lando Norris e Alexander Albon viene installata la terza scatola del cambio e la terza trasmissione. Sulla vettura di Esteban Ocon viene installata la quarta trasmissione. Tutti e tre i piloti non sono penalizzati sulla griglia di partenza in quanto i nuovi componenti installati rientrano tra quelli utilizzabili nel numero massimo stabilito dal regolamento tecnico. La terza unità relativa al motore a combustione interna viene installata sulla vettura di Lewis Hamilton, Oscar Piastri, Lance Stroll, Fernando Alonso e Logan Sargeant, e la quarta unità viene installata sulla vettura di Norris, Kevin Magnussen e Albon. La terza unità relativa al turbocompressore viene installata sulla vettura di Hamilton, Piastri, Stroll, Alonso e Sargeant, e la quarta unità viene installata sulla vettura di Magnussen e Albon. La terza unità relativa all'MGU-H viene installata sulla vettura di Hamilton, Piastri, Stroll, Alonso e Sargeant, e la quarta unità viene installata sulla vettura di Magnussen e Albon. La terza unità relativa all'MGU-K viene installata sulla vettura di Hamilton, Piastri, Stroll, Alonso e Sargeant, e la quarta unità viene installata sulla vettura di Albon. La seconda unità relativa al sistema di recupero dell'energia viene installata sulla vettura di Valtteri Bottas, Zhou Guanyu, Magnussen e Nico Hülkenberg. La seconda unità relativa all'unità di controllo elettronico viene installata sulla vettura di Zhou e Magnussen. La quarta unità relativa all'impianto di scarico viene installata sulla vettura di Stroll, Alonso e Albon, la quinta unità viene installata sulla vettura di Hamilton, Piastri, Zhou, Magnussen e Sargeant, e la sesta unità viene installata sulla vettura di Norris. Tutti i piloti non sono penalizzati sulla griglia di partenza in quanto i nuovi componenti installati rientrano tra quelli utilizzabili nel numero massimo stabilito dal regolamento tecnico.

### Aspetti sportivi
Il Gran Premio rappresenta il dodicesimo appuntamento stagionale a distanza di una settimana dalla disputa del Gran Premio d'Ungheria, undicesima gara del campionato. Per la terza volta in stagione, il mondiale prevede la disputa di una prova a distanza di una settimana dall'altra. Il campionato prevede un altro appuntamento in Europa, il sesto complessivo della stagione previsto nel vecchio continente, nonché il quarto consecutivo. Il Gran Premio del Belgio è la quarta e ultima prova calendarizzata nel mese di luglio, fino a prima della pausa estiva, nonché la prima della seconda parte di stagione. A differenza delle ultime stagioni, esso viene collocato come ultimo appuntamento prima della sosta, e per la prima volta l'evento si tiene nel mese di luglio. Il mondiale disputa una gara sulla tipologia di tracciato permanente per il quarto weekend di gara consecutivo. Il contratto per la disputa del Gran Premio del Belgio nel calendario del campionato mondiale di Formula 1, sempre sul circuito di Spa-Francorchamps, ha una valenza fino alla stagione corrente, il quale rinnovo è avvenuto durante la disputa dell'edizione precedente. Il Gran Premio è comunque inserito per figurare nel calendario della stagione successiva. Sponsor del Gran Premio per questa edizione è, per la prima volta, la compagnia di navigazione, dedita al mercato delle crociere, MSC Cruises. A questa edizione assistono 380 000 spettatori nel corso del weekend di gara, il quale rappresenta il record assoluto per il Gran Premio. Il precedente primato apparteneva all'edizione precedente del 2022, caratterizzata da 360 000 spettatori nel fine settimana.
Presente nel calendario del campionato mondiale di Formula 1 fin dall'edizione inaugurale del 1950 e valido quale prova della categoria dallo stesso anno, il Gran Premio del Belgio, insieme a quelli di Monaco, Svizzera, Francia, Gran Bretagna e Italia, compresa un'edizione della 500 Miglia di Indianapolis valida per il mondiale, fu una delle prove che caratterizzò il calendario dell'edizione inaugurale del mondiale di Formula 1. Il Gran Premio vede la disputa della sua settantanovesima edizione, la sessantottesima valida per il mondiale. Il circuito di Spa-Francorchamps, sede attuale della gara e su quattro diverse configurazioni, la cui la più recente in uso dalla categoria fin dalla stagione 2007, quando il Gran Premio tornò a far parte del calendario del campionato mondiale di Formula 1, pista utilizzata per la prima volta nell'edizione inaugurale del 1950, è il tracciato ad aver ospitato il maggior numero di edizioni della gara, con 55, ed è quello più lungo presente nel calendario con i suoi 7 004 km. Il circuito è stato oggetto di una profonda rimodernazione prima della disputa dell'edizione precedente. Il tracciato belga è dietro solo all'Autodromo nazionale di Monza, sede del Gran Premio d'Italia, al circuito di Monte Carlo, sede del Gran Premio di Monaco, e al circuito di Silverstone, sede del Gran Premio di Gran Bretagna, per maggior numero di edizioni ospitate nella storia del mondiale. Il Gran Premio è stato corso anche in altre due località: il circuito di Nivelles ha ospitato la gara per due volte, nel 1972 e nel 1974, mentre il circuito di Zolder è stato sede della gara per dieci edizioni tra il 1973 e il 1984. Il Gran Premio del Belgio non è stato corso nella stagione 1957, a causa della mancanza di fondi per la gara per essere disputata, nel 1959, nel 1969, quando gli organizzatori non vollero pagare per i miglioramenti del circuito in tema di sicurezza, e i team britannici, francesi e italiani si ritirarono dall'evento, nel 1971, poiché la pista non era conforme alle specifiche di sicurezza obbligatorie imposte dalla Federazione quell'anno, nel 2003, a causa delle leggi sulla pubblicità del tabacco del Paese, e nel 2006, quando le autorità locali non furono in grado di completare importanti lavori di riparazione alla pista in tempo per la tenuta della corsa in settembre, prima di tornare in pianta stabile nel calendario della stagione a partire dal campionato successivo. L'edizione del 2021, per via della distanza di gara completata per un solo giro a causa di avverse condizioni meteorologiche, rappresentò il Gran Premio più corto della storia della Formula 1.
Il Gran Premio del Belgio viene scelto, per la prima volta, come il terzo evento, su sei in programma per questo campionato, dove il weekend di gara è caratterizzato dal format della Sprint, una gara di 100 km con scelta libera a livello di mescole di gomme e senza necessità di effettuare pit stop il cui risultato attribuisce punti validi per la classifica piloti e costruttori ai primi otto classificati. La Federazione, Liberty Media e i team raggiungono un accordo per il numero dei Gran Premi dove utilizzare il format Sprint, sperimentato nel 2021 e confermato nel 2022, entrambi con tre appuntamenti. Da quest'anno invece il numero degli eventi in cui di nuovo è presente la Sprint viene aumentato a sei. I Gran Premi ad ospitare il format della Sprint sono: il Gran Premio di Azerbaigian, Austria, Belgio, Qatar, Stati Uniti d'America e San Paolo. Inoltre un incidente che avviene durante una Sprint è ora di un importo fisso per squadra: 300 000 dollari, raddoppiato rispetto all'anno scorso. In ogni Sprint viene introdotta una novità riguardo l'utilizzo del Drag Reduction System dopo la partenza o dopo la ripartenza in caso di safety car: si potrà utilizzare l'ala posteriore mobile dopo un solo giro e non due come avvenuto fin'ora. Se la sperimentazione andrà a buon fine la novità sarà introdotta a pieno regime anche nelle gare domenicali a partire dal 2024. Le restrizioni riguardo al parco chiuso durante un weekend nel quale si disputa la Sprint vengono alleggerite dando una maggiore libertà di movimento riguardo ai pezzi danneggiati. Le norme si applicano dalla qualifica del venerdì fino alla gara della domenica.
Il sistema di punteggio da attribuire durante la Sprint, sempre valevole per le classifiche piloti e costruttori, non viene modificato rispetto al 2022, comprendendo sempre i primi otto classificati, i quali nell'ordine ricevono 8, 7, 6, 5, 4, 3, 2 e 1 punto. Nella riunione della F1 Commission alla vigilia della prima Sprint del campionato, si discute dell'idea di un cambio di format per i Gran Premi dove viene effettuata la gara breve. Il format viene ratificato e consiste al primo pomeriggio di venerdì della disputa di un'unica sessione di prove libere, seguita dalle qualifiche che si disputano al tardi pomeriggio, cui stabilisce la griglia di partenza della gara; al sabato mattina è prevista una nuova sessione di qualifica denominata "Sprint Shootout" che determina la griglia di partenza della Sprint corsa al pomeriggio, contraddistinta da una distanza di gara di 15 giri per questo evento o massimo 60 minuti secondo regolamento; la gara è programmata come di consueto la domenica pomeriggio. La nuova qualifica del sabato, introdotta in sostituzione della precedente seconda sessione di libere, prevede lo stesso svolgimento delle tradizionali qualifiche, ma con un tempo ridotto: la SQ1 prevede una durata di 12 minuti, la SQ2 di 10 e la SQ3 di 8. Tra ogni fase è prevista una pausa di sette minuti. Per ogni segmento, i piloti sono obbligati a montare le gomme medie in SQ1 e SQ2, e le gomme morbide in SQ3.
Nella riunione della F1 Commission nella giornata del venerdì vengono rese note alcune decisioni per il futuro della categoria. Per quanto concerne il tema legato alle termocoperte, queste ultime saranno ancora impiegate nel 2024 per portare a 70 °C le gomme intermedie e quelle da asciutto. Il regolamento tecnico prevedeva nel 2024 l’abbandono delle termocoperte per ridurre l’impatto ambientale e l’impiego di energia da parte della massima formula, ma le perplessità emerse dopo i test effettuati nelle scorse settimane hanno suggerito il rinvio di questa rivoluzione almeno fino al 2025. La Federazione dichiara di aver analizzato la situazione per equiparare le power unit, e che approfondirà la questione relativa alle differenze di potenza dei vari propulsori presenti in questo campionato, per cercare di renderle più omogenee. Viene ulteriormente analizzata anche la questione CapEx che attualmente consiste in 36 milioni di dollari di extrabudget a disposizione dei team per migliorare le proprie infrastrutture. L’ultima ufficialità riguarda i test invernali che verranno disputati dal 21 al 23 febbraio al Bahrain International Circuit, sede del Gran Premio del Bahrein.
La scuderia svizzera Alfa Romeo viene iscritta al Gran Premio come Alfa Romeo F1 Team Kick. Il costruttore fu inizialmente iscritto allo stesso modo nel Gran Premio d'Arabia Saudita, prima di essere registrato come Alfa Romeo F1 Team Stake, nel Gran Premio d'Australia e nel Gran Premio di Spagna. La squadra gareggia con una speciale livrea caratterizzata con inserti in verde, forte della sponsorizzazione di Kick. A partire dalla prossima stagione, ogni team di Formula 1 nomina un proprio pilota nella F1 Academy, la serie al femminile organizzata direttamente dalla massima categoria. Ogni costruttore dà i propri colori a una delle quindici vetture del campionato, allargando così la collaborazione e la partecipazione tra le categorie. A partire da questo appuntamento, Laurent Mekies, direttore sportivo della Ferrari, non è presente al muretto della scuderia di Maranello. Mekies cede parte dei suoi compiti a Diego Ioverno, che diventa nuovo direttore sportivo. Dal prossimo gennaio Mekies sarà team principal dell'AlphaTauri, dove è già stato ingegnere di gara, ingegnere capo e responsabile delle prestazioni del veicolo. La scuderia francese Alpine annuncia l'uscita di tre membri della squadra, ovvero il team principal Otmar Szafnauer, il direttore sportivo Alan Permane e il direttore tecnico Pat Fry. Essi lasciano i rispettivi ruoli dopo questo appuntamento. A partire dal successivo Gran Premio d'Olanda, il nuovo team principal è l’attuale vicepresidente di Alpine Motorsport Bruno Famin, mentre il direttore dell’Alpine Academy, Julian Rouse, rimpiazza Permane. Matt Harman, invece, sostituisce Fry, a sua volta ufficializzato dalla scuderia britannica Williams, dove va a ricoprire il ruolo di Chief Technical Officer a partire dal mese di novembre. Il pilota australiano della McLaren, Oscar Piastri, e quello statunitense della Williams, Logan Sargeant, debuttanti nella categoria in questo campionato, hanno già gareggiato, e vinto, sul circuito di Spa-Francorchamps. Per Piastri il successo è arrivato durante la prova belga della Formula Renault Eurocup del campionato 2019, mentre Sargeant ottenne la vittoria nella sprint race del campionato di Formula 3 della stagione 2020. Il pilota spagnolo del costruttore britannico Aston Martin, Fernando Alonso, prende parte al trecentosettantesimo Gran Premio nella categoria.
L'ex pilota di Formula 1, il britannico Derek Warwick, è nominato commissario aggiunto per la gara. Ha svolto già in passato tale funzione, l'ultima al Gran Premio di Gran Bretagna. È la casa automobilistica inglese Aston Martin a fornire la safety car e la medical car.

## Prove

### Resoconto
La sessione di prove libere è penalizzata dalla forte pioggia che, oltre a rendere scivolosa la pista, riduce anche la visibilità. Il miglior tempo è fatto segnare da Carlos Sainz Jr., che precede il duo della McLaren: i piloti del team britannico hanno usato gomme da bagnato intermedio, mentre lo spagnolo ha colto il tempo con gomme full wet. Solo quindici piloti hanno, però, chiuso con un tempo cronometrato. La sessione è stata interrotta con bandiera rossa, per l'uscita di pista di Logan Sargeant a Les Combes. La vettura è stata danneggiata, ma il pilota non ha riportato danni.
L'AlphaTauri è stata multata due volte di 100 euro da parte della Federazione in quanto Yuki Tsunoda ha superato il limite di velocità stabilito nella corsia dei box.

### Risultati
Nella sessione di prove libere si è avuta questa situazione:
| Pos | Nº | Pilota           | Costruttore      | Tempo    | Gap    | Giri |
| --- | -- | ---------------- | ---------------- | -------- | ------ | ---- |
| 1   | 55 | Carlos Sainz Jr. | Ferrari          | 2'03"207 |        | 9    |
| 2   | 81 | Oscar Piastri    | McLaren-Mercedes | 2'03"792 | +0"585 | 4    |
| 3   | 4  | Lando Norris     | McLaren-Mercedes | 2'04"484 | +1"277 | 4    |

## Qualifiche

### Resoconto
Prima dell'inizio delle qualifiche, sulla vettura di Logan Sargeant viene installata la terza scatola del cambio e la terza trasmissione. Il pilota statunitense della Williams non è penalizzato sulla griglia di partenza in quanto i nuovi componenti installati rientrano tra quelli utilizzabili nel numero massimo stabilito dal regolamento tecnico. Sulla vettura di Max Verstappen viene installata la quinta trasmissione. Il pilota olandese della Red Bull Racing è penalizzato di cinque posizioni sulla griglia di partenza in quanto il nuovo componente installato supera quelli utilizzabili nel numero massimo stabilito dal regolamento tecnico.
Le qualifiche iniziano con pista bagnata, ma senza precipitazioni, tanto che i piloti usano gomme da bagnato intermedio. La sessione inizia, comunque, con dieci minuti di ritardo rispetto all'orario previsto. George Russell, posizionato in prima posizione per accedere alla pista già diversi minuti prima del via della sessione, chiude in 2'02"360, battuto da Hamilton (2'02"280). Il tempo del pilota della Mercedes è subito abbassato da Norris. La pista sembra potersi asciugare molto rapidamente, tanto che Russell torna al comando. Max Verstappen si pone a un decimo dal tempo di Norris, mentre Pérez è a mezzo secondo. Oscar Piastri scala in vetta, poi preceduto da Sainz Jr.. Verstappen migliora ancora, ma resta a 19 millesimi dal tempo del ferrarista. Sale terzo Alonso, mentre Norris esce di pista, finisce sulla ghiaia, ma può continuare la sua qualifica. Carlos Sainz Jr. è il primo a scendere sotto i due minuti: in seguito Verstappen chiude a 1'58"932. Pérez e Leclerc hanno il terzo e quarto tempo, davanti a Fernando Alonso e Bottas. Piastri torna secondo, prima che Hamilton scali in vetta (1'58"841); l'altro pilota della Mercedes, Russell, è quarto. Gli ultimi tentativi dei piloti rivoluzionano la classifica. Verstappen segna il miglior tempo, e Ricciardo sale sesto, prima che il suo tempo venga cancellato, per aver superato i limiti della pista al Radillon. L'australiano non accede alla Q2. Alonso è secondo, battuto da Hamilton; Russell rimonta sesto, ma meglio fa Leclerc, che pone il limite a 1'58"300. Oltre a Daniel Ricciardo vengono eliminati Zhou, Sargeant e Hülkenberg, penalizzato da un guasto idraulico.
Anche in Q2, pur in presenza del sole, i piloti iniziano col montare gomme da bagno intermedio. Bottas segna il tempo di riferimento, preceduto, in seguito da Kevin Magnussen e poi da Piastri (1'56"370). Sergio Pérez abbassa il tempo a 1'55"982, mentre Leclerc è secondo. Chi fa meglio del messicano è Verstappen (1'55"535). Solo a sei minuti dal termine della sessione Bottas è il primo dei piloti a tentare la pista con gomme slick. Esteban Ocon colpisce il muretto a Pouhon, ma controlla la sua vettura, senza altri danni, se non la sostituzione del musetto. Hamilton risale dalla dodicesima alla quarta posizione. Stroll è terzo, prima che Pérez si ritrovi col miglior tempo (1'55"151); in seguito è Russell il primo a scendere sotto il minuto e 55 sul giro. Norris migliora il tempo del connazionale, mentre Sainz Jr. s'intercala fra i due. Anche in questa sessione la classifica è decisa solo dall'ultimo tentativo: Bottas è terzo, poi Yuki Tsunoda ottiene la migliore prestazione, battuto da Piastri. Hamilton rimonta in seconda piazza, preceduto da Stroll. Pérez è quarto, proprio davanti ad Alonso. Verstappen è solo nono, prima che Leclerc lo spinga in decima, e ultima posizione valida, per l'accesso alla fase finale. Sono eliminati Tsunoda, Gasly, Magnussen, Bottas e Ocon.
Anche la Q3 viene ritardata, per l'esigenza di ripulire la pista, sempre alla Pouhon. Nello stesso punto dell'uscita di pista di Ocon, infatti, è uscito anche Magnussen, che ha portato dei detriti sul tracciato. La direzione di gara, nel frattempo, autorizza l'utilizzo del DRS. Il tempo di riferimento è di Alonso, battuto immediatamente da Norris (1'48"700). La prima posizione ha breve durata, in quanto Piastri chiude in 1'48"509. Fa anche meglio Verstappen, che ferma i cronometri sull'1'48"059; il tempo del pilota della Red Bull Racing viene, comunque, battuto da Charles Leclerc (1'47"931). Pérez chiude sesto, mentre Sainz Jr. è nono. Hamilton si migliora, ma è sesto, mentre Russell scala solo al nono posto. I piloti della Mercedes hanno cercato di effettuare due giri veloci in fila. Col secondo tentativo Leclerc abbassa il suo record a 1'46"988: alle sue spalle sale Sainz Jr. e, dietro alla coppia della Ferrari, si pongono i due della McLaren. Grazie ad un ultimo giro rapidissimo Verstappen ottiene la migliore prestazione, in 1'46"168, staccando di oltre otto decimi Leclerc che, però, conquista di fatto la pole position per via della penalizzazione inflitta all’olandese. Pérez, infine, prende il terzo tempo posizionandosi davanti a Hamilton.
Leclerc conquista la ventesima partenza al palo in carriera, la seconda della stagione dopo quella ottenuta nel Gran Premio d'Azerbaigian, ed eguaglia le pole position nella storia della categoria di Damon Hill e Valtteri Bottas. Per il monegasco, che pareggia le pole position stagionali di Pérez, è la seconda partenza davanti a tutti nel Gran Premio del Belgio, dopo quella dell'edizione del 2019, dove ottenne la prima vittoria in carriera. Per la Ferrari è la seconda pole position del campionato dopo quella nel Gran Premio azero proprio con Leclerc, la duecentoquarantaquattresima della propria storia, nonché la sedicesima complessiva nella gara belga, estendendo il record del maggior numero di partenze al palo per un singolo costruttore, la dodicesima in totale sul circuito di Spa-Francorchamps, superando la McLaren, e la prima dal 2019 col monegasco. Con la penalità di Verstappen, Pérez, che parte secondo per la seconda edizione consecutiva della gara, parte in prima fila per la prima volta dalla pole position ottenuta nel Gran Premio di Miami. Hamilton, terzo in griglia, ottiene la dodicesima partenza nelle prime tre posizioni in diciassette apparizioni sul circuito belga. Sainz Jr., in pole position nell'edizione del 2022, parte quarto, senza che nessun pilota abbia vinto da questa posizione nelle precedenti cinquantacinque gare. Piastri è quinto e per la terza gara di fila parte nei primi cinque posti. L'australiano fa meglio del compagno di scuderia Norris in qualifica per la seconda volta in campionato. Norris parte settimo in quel che è la miglior qualifica in carriera sul circuito di Spa-Francorchamps alla quinta partecipazione. Russell parte ottavo, dieci posizioni di partenza più in alto rispetto al risultato in qualifica del precedente Gran Premio d'Ungheria, dove terminò sesto. Alonso, nono in griglia, mantiene il record dell'unico pilota del campionato ad aver raggiunto sempre la Q3, mentre il compagno di scuderia Stroll raggiunge la fase finale delle qualifiche sul circuito belga per la seconda volta in carriera. Leclerc, alla ventesima pole position, eguaglia Bottas per il maggior numero di partenze al palo senza aver vinto un campionato mondiale. Tutte le partenze in prima fila del monegasco in campionato sono arrivate nei weekend di gara caratterizzati dal formato della Sprint. Verstappen è stato più veloce di 0"632 in Q3 sul secondo classificato nel 2022 e di 0"820 in questa occasione senza ottenere la pole position, in entrambi i casi a causa di una penalità. Il gap tra il più veloce in qualifica, Verstappen, e il secondo, Leclerc, è stato il più ampio dalla pole position di Juan Pablo Montoya, con un margine di 0"887 sul secondo, Ralf Schumacher, nell'edizione del 2001. Verstappen non ha mai vinto partendo dalla sesta posizione. In caso di successo, il leader della classifica piloti eguaglierebbe il record di vittorie in carriera di Alonso da nove diverse posizioni in griglia di partenza.
Sono stati cancellati sette tempi dai commissari sportivi ai piloti per non aver rispettato i limiti della pista, durante le qualifiche. Si sono visti cancellare il tempo due volte Kevin Magnussen (una volta alla curva 10 e una volta alla curva 9), una volta Carlos Sainz Jr. (alla curva 10), Lando Norris (alla curva 15), Daniel Ricciardo (alla curva 4), Lewis Hamilton (alla curva 4) e Max Verstappen (alla curva 9).
Al termine delle qualifiche, Alexander Albon, Lewis Hamilton e George Russell vengono convocati dai commissari sportivi. I primi due per essere usciti fuori dal tracciato e rientrati in pista in condizioni non sicure, durante la Q1 per il pilota thailandese all'uscita della curva 8 e durante la Q2 per il pilota britannico alla curva 4, con Russell coinvolto nell'episodio che ha visto protagonista Hamilton. Albon riceve una reprimenda, la prima della stagione, mentre Hamilton non riceve sanzioni. Charles Leclerc e Kevin Magnussen vengono convocati in quanto il pilota danese ha ostacolato quello monegasco dalla curva 11 alla curva 15, nel corso della Q2. Magnussen è penalizzato di tre posizioni sulla griglia di partenza.
La direzione gara comunica che la riunione dei piloti, programmata un'ora e mezza dopo la fine delle qualifiche, è annullata.

### Risultati
Nella sessione di qualifica si è avuta questa situazione:
| Pos                         | Nº | Pilota           | Costruttore                  | Q1       | Q2       | Q3       | Griglia |
| --------------------------- | -- | ---------------- | ---------------------------- | -------- | -------- | -------- | ------- |
| 1                           | 1  | Max Verstappen   | Red Bull Racing-Honda RBPT   | 1'58"515 | 1'52"784 | 1'46"168 | 6       |
| 2                           | 16 | Charles Leclerc  | Ferrari                      | 1'58"300 | 1'52"017 | 1'46"988 | 1       |
| 3                           | 11 | Sergio Pérez     | Red Bull Racing-Honda RBPT   | 1'58"899 | 1'52"353 | 1'47"045 | 2       |
| 4                           | 44 | Lewis Hamilton   | Mercedes                     | 1'58"563 | 1'52"345 | 1'47"087 | 3       |
| 5                           | 55 | Carlos Sainz Jr. | Ferrari                      | 1'58"688 | 1'51"711 | 1'47"152 | 4       |
| 6                           | 81 | Oscar Piastri    | McLaren-Mercedes             | 1'58"872 | 1'51"534 | 1'47"365 | 5       |
| 7                           | 4  | Lando Norris     | McLaren-Mercedes             | 1'59"981 | 1'52"252 | 1'47"699 | 7       |
| 8                           | 63 | George Russell   | Mercedes                     | 1'59"035 | 1'52"605 | 1'47"805 | 8       |
| 9                           | 14 | Fernando Alonso  | Aston Martin Aramco-Mercedes | 1'58"834 | 1'52"751 | 1'47"843 | 9       |
| 10                          | 18 | Lance Stroll     | Aston Martin Aramco-Mercedes | 1'59"663 | 1'52"193 | 1'48"841 | 10      |
| 11                          | 22 | Yuki Tsunoda     | AlphaTauri-Honda RBPT        | 1'59"044 | 1'53"148 | N.D.     | 11      |
| 12                          | 10 | Pierre Gasly     | Alpine-Renault               | 1'59"511 | 1'53"671 | N.D.     | 12      |
| 13                          | 20 | Kevin Magnussen  | Haas-Ferrari                 | 2'00"020 | 1'54"160 | N.D.     | 16      |
| 14                          | 77 | Valtteri Bottas  | Alfa Romeo-Ferrari           | 1'59"484 | 1'54"694 | N.D.     | 13      |
| 15                          | 31 | Esteban Ocon     | Alpine-Renault               | 1'59"634 | 1'56"372 | N.D.     | 14      |
| 16                          | 23 | Alexander Albon  | Williams-Mercedes            | 2'00"314 | N.D.     | N.D.     | 15      |
| 17                          | 24 | Zhou Guanyu      | Alfa Romeo-Ferrari           | 2'00"832 | N.D.     | N.D.     | 17      |
| 18                          | 2  | Logan Sargeant   | Williams-Mercedes            | 2'01"535 | N.D.     | N.D.     | 18      |
| 19                          | 3  | Daniel Ricciardo | AlphaTauri-Honda RBPT        | 2'02"159 | N.D.     | N.D.     | 19      |
| 20                          | 27 | Nico Hülkenberg  | Haas-Ferrari                 | 2'03"166 | N.D.     | N.D.     | PL      |
| Tempo limite 107%: 2'06"581 |    |                  |                              |          |          |          |         |

In grassetto sono indicate le migliori prestazioni in Q1, Q2 e Q3.

## Sprint Shootout

### Resoconto
La pioggia colpisce il tracciato, poco prima dell'inizio della Sprint Shootout. La qualifica viene, così, prima spostata di dieci minuti, poi di altri 25. Le condizioni meteorologiche sono migliorate, tanto che il sole consente ai piloti di scendere in pista con gomme da bagnato intermedio. 
Lewis Hamilton segna il primo tempo in 2'02"297, mentre Russell sbaglia il suo primo tentativo, chiudendo in 2'05"067. Alle spalle dell'ex campione del mondo si piazzano le due Alfa Romeo. Leclerc comanda con 2'01"438: il suo primato dura poco, quando Oscar Piastri segna 2'01"311. In seguito è Alexander Albon a posizionarsi in terza posizione. Daniel Ricciardo sale quinto, prima che Verstappen batta il tempo di Piastri, con 2'00"352. Russell si migliora, chiudendo il giro a 0"682 dal tempo di Verstappen. Anche Leclerc migliora, strappando la seconda posizione a Piastri. Fa anche meglio Carlos Sainz Jr., primo a scendere sotto i due minuti. La pista è in netto miglioramento, tanto da consentire a Verstappen di chiudere sotto il minuto e 59 secondi. Anche Sergio Pérez migliora, ponendosi alle spalle del compagno di team. Curiosamente i due piloti della Haas non hanno giri cronometrati, aspettando che la pista possa asciugarsi ancora, nella parte finale della sessione. Nell'ultimo tentativo Alonso sale secondo, mentre Verstappen porta il limite a 1'58"135; in seguito è Hamilton a prendere la piazza d'onore. Nico Hülkenberg non riesce a realizzare nessun tempo, essendo mandato in pista troppo tardi dalla sua scuderia. Oltre al tedesco, non accedono alla fase seguente Tsunoda, Bottas, Magnussen e Zhou.
A seguito del ritardo col quale queste qualifiche sono iniziate, la partenza della gara Sprint è posticipata alle 17:05, in quanto devono esserci quattro ore e mezzo tra le due sessioni.
In Q2 il primo in pista è Ricciardo, che però cerca le parti umide della pista, per raffreddare le sue gomme intermedie. Norris prende la testa della classifica, mentre Logan Sargeant è autore di un testacoda, nell'ultimo settore. Si portano ai primi due posti le due Alpine. Va al comando, in seguito, Hamilton (1'55"823), preceduto da Verstappen, in 1'55"200. Pérez è terzo, Leclerc quinto, davanti a Piastri e Sainz Jr.. Lance Stroll prova a cercare il tempo in gomme medie, ma esce di pista dopo la Bruxelles, non consentendo, indirettamente, né Alonso né alle Williams di chiudere un solo giro cronometrato. Questi quattro piloti, assieme a Ricciardo, non passano il taglio per l'entrata in Q3.
L'utilizzo del DRS non viene ammesso, anche se i piloti optano per gomme slick, nell'ultima fase delle qualifiche. Charles Leclerc chiude in 1'52"525, lasciando a un secondo e mezzo Sainz Jr.. Il tempo del monegasco è migliorato da Norris (1'51"546), mentre resta, alle spalle del ferrarista, Piastri. Hamilton è capace di battere Norris (1'51"198), con un tempo che nemmeno Max Verstappen riesce a migliorare. Sale quarto Ocon, mentre Pérez, pur trovando traffico all'ultima chicane, si piazza al primo posto, con 1'50"303. Il tempo del messicano è battuto da Pierre Gasly. A sua volta il tempo del francese è limato da Sainz Jr.; anche il primato dello spagnolo dura poco, battuto da Piastri. L'ultimo tempo è fatto da Verstappen, che conquista la pole position della gara Sprint.

### Risultati
Nella sessione della Sprint Shootout si è avuta questa situazione:
| Pos                         | Nº | Pilota           | Costruttore                  | SQ1         | SQ2         | SQ3      | Griglia |
| --------------------------- | -- | ---------------- | ---------------------------- | ----------- | ----------- | -------- | ------- |
| 1                           | 1  | Max Verstappen   | Red Bull Racing-Honda RBPT   | 1'58"135    | 1'55"200    | 1'49"056 | 1       |
| 2                           | 81 | Oscar Piastri    | McLaren-Mercedes             | 2'00"056    | 1'56"392    | 1'49"067 | 2       |
| 3                           | 55 | Carlos Sainz Jr. | Ferrari                      | 1'59"414    | 1'56"557    | 1'49"081 | 3       |
| 4                           | 16 | Charles Leclerc  | Ferrari                      | 1'59"575    | 1'56"265    | 1'49"251 | 4       |
| 5                           | 4  | Lando Norris     | McLaren-Mercedes             | 2'00"436    | 1'56"828    | 1'49"389 | 5       |
| 6                           | 10 | Pierre Gasly     | Alpine-Renault               | 2'00"032    | 1'56"137    | 1'49"700 | 6       |
| 7                           | 44 | Lewis Hamilton   | Mercedes                     | 1'58"939    | 1'55"283    | 1'49"900 | 7       |
| 8                           | 11 | Sergio Pérez     | Red Bull Racing-Honda RBPT   | 1'59"362    | 1'55"878    | 1'49"961 | 8       |
| 9                           | 31 | Esteban Ocon     | Alpine-Renault               | 1'59"884    | 1'57"051    | 1'50"494 | 9       |
| 10                          | 63 | George Russell   | Mercedes                     | 2'00"475    | 1'57"393    | 1'55"742 | 10      |
| 11                          | 3  | Daniel Ricciardo | AlphaTauri-Honda RBPT        | 2'00"177    | 1'57"687    | N.D.     | 11      |
| 12                          | 23 | Alexander Albon  | Williams-Mercedes            | 1'59"198    | senza tempo | N.D.     | 12      |
| 13                          | 2  | Logan Sargeant   | Williams-Mercedes            | 2'00"031    | senza tempo | N.D.     | 13      |
| 14                          | 18 | Lance Stroll     | Aston Martin Aramco-Mercedes | 2'00"460    | senza tempo | N.D.     | 14      |
| 15                          | 14 | Fernando Alonso  | Aston Martin Aramco-Mercedes | 1'59"038    | senza tempo | N.D.     | 15      |
| 16                          | 22 | Yuki Tsunoda     | AlphaTauri-Honda RBPT        | 2'00"568    | N.D.        | N.D.     | 16      |
| 17                          | 77 | Valtteri Bottas  | Alfa Romeo-Ferrari           | 2'00"951    | N.D.        | N.D.     | 17      |
| 18                          | 20 | Kevin Magnussen  | Haas-Ferrari                 | 2'01"079    | N.D.        | N.D.     | 18      |
| 19                          | 24 | Zhou Guanyu      | Alfa Romeo-Ferrari           | 2'01"430    | N.D.        | N.D.     | 19      |
| Tempo limite 107%: 2'06"404 |    |                  |                              |             |             |          |         |
| NQ                          | 27 | Nico Hülkenberg  | Haas-Ferrari                 | senza tempo | N.D.        | N.D.     | 20      |

In grassetto sono indicate le migliori prestazioni in SQ1, SQ2 e SQ3.

## Sprint

### Resoconto
Dopo che la Sprint è stata già posticipata, per il ritardo con cui si è svolta la Sprint Shootout, le condizioni meteorologiche costringono gli organizzatori a un nuovo rinvio. Il nuovo orario è fissato per le 17:12, ma le precipitazioni, che colpiscono la pista, portano la direzione di gara a posticipare ancora la partenza, alle 17:35. Essa viene data dietro safety car e tutte le monoposto montano gomme da bagnato estremo. In realtà l'arrivo del sole consente alla pista di asciugarsi rapidamente; l'unica situazione di pericolo è causata dall'acqua sollevata dalle vetture, che riduce la visibilità dei piloti. La vettura di sicurezza resta in pista per quattro giri. Questo accorcia la Sprint a undici giri.
Alla ripartenza ben dieci piloti passano subito ai box, per montare gomme da bagnato intermedio, uno per scuderia, Piastri, Sainz Jr., Gasly, Hamilton, Pérez, Ricciardo, Albon, Stroll, Bottas e Hülkenberg. La sosta del ferrarista è penalizzata dal traffico in pit lane. Resta al comando Verstappen, seguito da Leclerc, Lando Norris ed Esteban Ocon. Alla fine del primo giro tutti i dieci piloti, che non avevano deciso di montare gomme intermedie, si fermano ai box, per farlo. Al comando c'è ora Oscar Piastri, tallonato da Verstappen a 1"3; alle spalle dell'olandese ci sono Gasly, Pérez, Hamilton, Sainz Jr. e Leclerc. Il monegasco ha dovuto attendere qualche istante più del dovuto, sulla sua piazzola, per evitare contatti con altre vetture, nella corsia dei box.
Al terzo giro la vettura di sicurezza è di nuovo in pista, dopo l'uscita di Fernando Alonso, autore di un testacoda. Al sesto giro la gara riprende nella sua valenza agonistica. Piastri, marcato da Verstappen al Raidillon, non può evitare che il campione del mondo lo passi sul Kemmel. Poco dopo Sergio Pérez lotta con Hamilton per la quarta posizione. Le due vetture vengono a contatto, con la Red Bull Racing danneggiata sulla pancia destra. Per questo contatto Lewis Hamilton è penalizzato di cinque secondi. La gara di Pérez è rovinata, tanto che il messicano prima perderà diverse posizioni, poi sarà costretto all'abbandono. 
Verstappen crea subito un cospicuo margine su Piastri, mentre Gasly si vede avvicinato sia da Hamilton, che da Carlos Sainz Jr.. Al penultimo giro George Russell supera Daniel Ricciardo, per l'ottava posizione, alla Source. Il pilota della Mercedes cercherà, senza riuscirvi, di portarsi a meno di cinque secondi dal compagno di scuderia, Hamilton, penalizzato sul tempo di gara. Max Verstappen riporta il successo, davanti a Piastri e Gasly.
Il pilota olandese vince la quinta Sprint in carriera dopo l'introduzione della gara breve nella stagione 2021, nonché la seconda consecutiva del campionato dopo la vittoria in quella del Gran Premio d'Austria, estendendo il record del maggior numero di successi per un singolo pilota nella gara rapida. Piastri, secondo, termina nei primi tre posti in carriera nella Sprint piuttosto che nella gara classica domenicale. Gasly, terzo, termina nei primi tre posti in qualsiasi formato di gara per la prima volta dal Gran Premio d'Azerbaigian 2021. Il francese, che ottiene sei punti, eguaglia il maggior numero di punti ottenuti in un singolo Gran Premio in stagione, grazie alla settima posizione in quello di Monaco. Sainz Jr. conclude quarto, nella stessa posizione di partenza del Gran Premio, pareggiando i quindici punti di Pérez ottenuti durante le Sprint in stagione, con solamente Verstappen ad aver ottenuto più punti nella gara breve in campionato. Sainz Jr. è adesso quinto in classifica piloti, davanti a Russell. Leclerc ottiene solamente il quinto posto, ma parte in pole position per la gara domenicale, mentre Norris, sesto, permette alla McLaren di ottenere i primi punti durante una Sprint in stagione. Hamilton, che non ha ancora terminato nelle prime sei posizioni durante una gara Sprint in campionato, termina davanti al compagno di scuderia Russell per soli 0"065 dopo aver ricevuto una penalità di cinque secondi. Russell ha ottenuto punti in tutte le Sprint dell'anno fin qui disputate. La Red Bull Racing è imbattuta dopo undici Gran Premi corsi e tre Sprint fin qui tenutesi, mentre Verstappen è imbattuto in qualsiasi formato di gara da quando è arrivato secondo dietro al compagno di scuderia Pérez nel Gran Premio d'Azerbaigian. Piastri è il primo debuttante a condurre una gara in qualsiasi formato dal messicano Esteban Gutiérrez, con all'epoca alla guida della scuderia denominata Sauber, nel Gran Premio di Spagna 2013. Con Pérez e Alonso ritirati, Verstappen è solamente il solo pilota tra i primi tre in classifica generale ad aver ottenuto punti, estendendo il vantaggio sul messicano a 118.
Al termine della Sprint, Fernando Alonso e Nico Hülkenberg vengono convocati dai commissari sportivi in quanto lo spagnolo ha cambiato direzione, con il tedesco che ha dovuto evitare una collisione con quest'ultimo, tra la curva 1 e la curva 2. Alonso riceve un avvertimento. La direzione gara comunica che, secondo il regolamento sportivo, tutte le auto devono essere coperte entro le ore 20:15, dopo che la bandiera a scacchi della Sprint è stata sventolata alle 18:15.

### Risultati
I risultati della Sprint sono i seguenti:
| Pos | Nº | Pilota           | Costruttore                  | Giri | Tempo/Ritiro       | Griglia | Punti |
| --- | -- | ---------------- | ---------------------------- | ---- | ------------------ | ------- | ----- |
| 1   | 1  | Max Verstappen   | Red Bull Racing-Honda RBPT   | 11   | 24'58"433          | 1       | 8     |
| 2   | 81 | Oscar Piastri    | McLaren-Mercedes             | 11   | +6"677             | 2       | 7     |
| 3   | 10 | Pierre Gasly     | Alpine-Renault               | 11   | +10"733            | 6       | 6     |
| 4   | 55 | Carlos Sainz Jr. | Ferrari                      | 11   | +12"648            | 3       | 5     |
| 5   | 16 | Charles Leclerc  | Ferrari                      | 11   | +15"016            | 4       | 4     |
| 6   | 4  | Lando Norris     | McLaren-Mercedes             | 11   | +16"052            | 5       | 3     |
| 7   | 44 | Lewis Hamilton   | Mercedes                     | 11   | +16"757            | 7       | 2     |
| 8   | 63 | George Russell   | Mercedes                     | 11   | +16"822            | 10      | 1     |
| 9   | 31 | Esteban Ocon     | Alpine-Renault               | 11   | +22"410            | 9       |       |
| 10  | 3  | Daniel Ricciardo | AlphaTauri-Honda RBPT        | 11   | +22"806            | 11      |       |
| 11  | 18 | Lance Stroll     | Aston Martin Aramco-Mercedes | 11   | +25"007            | 14      |       |
| 12  | 23 | Alexander Albon  | Williams-Mercedes            | 11   | +26"303            | 12      |       |
| 13  | 77 | Valtteri Bottas  | Alfa Romeo-Ferrari           | 11   | +27"006            | 17      |       |
| 14  | 20 | Kevin Magnussen  | Haas-Ferrari                 | 11   | +32"986            | 18      |       |
| 15  | 24 | Zhou Guanyu      | Alfa Romeo-Ferrari           | 11   | +36"342            | 19      |       |
| 16  | 2  | Logan Sargeant   | Williams-Mercedes            | 11   | +37"571            | 13      |       |
| 17  | 27 | Nico Hülkenberg  | Haas-Ferrari                 | 11   | +37"827            | 20      |       |
| 18  | 22 | Yuki Tsunoda     | AlphaTauri-Honda RBPT        | 11   | +39"267            | 16      |       |
| Rit | 11 | Sergio Pérez     | Red Bull Racing-Honda RBPT   | 8    | Danni da incidente | 8       |       |
| Rit | 14 | Fernando Alonso  | Aston Martin Aramco-Mercedes | 2    | Incidente          | 15      |       |

## Gara

### Resoconto
Prima della gara, sulla vettura di Nico Hülkenberg, qualificatosi in ventesima posizione, viene installata la quinta unità relativa al motore a combustione interna, al turbocompressore, all'MGU-H e all'MGU-K, la terza unità relativa all'unità di controllo elettrico e la sesta unità relativa all'impianto di scarico. Il pilota tedesco della Haas è costretto a partire dal fondo dello schieramento in quanto i primi cinque nuovi componenti installati superano quelli utilizzabili nel numero massimo stabilito dal regolamento tecnico. Sulla vettura viene anche installata la quinta scatola del cambio e la quinta trasmissione. Hülkenberg è penalizzato di dieci posizioni sulla griglia di partenza in quanto i nuovi due componenti installati superano quelli utilizzabili nel numero massimo stabilito dal regolamento tecnico. Tutti i nuovi componenti installati vengono sostituiti senza l'approvazione del delegato tecnico della Federazione durante il regime di parco chiuso. Hülkenberg è costretto a partire dalla pit lane.
Quasi tutti i piloti decidono di partire con gomme a mescola morbida; solo le due McLaren, le due Aston Martin, Russell, Tsunoda e Hülkenberg utilizzano la mescola media. Allo spegnimento dei semafori Leclerc resiste a Pérez mentre, alla prima curva, c'è un contatto tra Carlos Sainz Jr. e Oscar Piastri. L'australiano colpisce, danneggiandola, la vettura dello spagnolo; anche la vettura di Piastri è danneggiata, tanto che sarà costretto ad abbandonare la gara dopo neanche un giro completato. I danni sulla Ferrari sono così importanti da penalizzare, per il resto del Gran Premio, Sainz Jr.. Sul rettilineo del Kemmel Pérez prende la prima posizione a Leclerc; alle loro spalle si pongono Hamilton e Verstappen. Il campione del mondo, già al sesto giro, prende la terza posizione al britannico, con un sorpasso a Les Combes. Dopo tre giri l'olandese ha la meglio anche su Leclerc, portandosi in seconda posizione.
I primi pit stop sono anticipati, rispetto alle previsioni. Tra i piloti di vertice il primo a fermarsi è Fernando Alonso, che monta gomme medie. Due giri dopo è il turno per Hamilton, che cerca l'undercut su Leclerc. Il monegasco si ferma al quattordicesimo giro, così come Sergio Pérez. Verstappen attende il giro successivo: la classifica rimane invariata, con Pérez davanti a Verstappen, Leclerc, Hamilton e Alonso. Alle spalle del pilota dell'Aston Martin risale George Russell che non ha ancora effettuato la sosta, e che, al diciassettesimo giro, ha superato Stroll, anche lui ancora con le gomme della partenza. Il canadese sarà, pochi giri dopo, passato sia da Gasly che da Tsuonda. Sempre al diciassettesimo giro c'è il cambio di leader: Verstappen prende la scia di Pérez sul Kemmel, e lo supera. Nel frattempo la pioggia, non intensa, fa la sua comparsa sul tracciato: nessun pilota decide di provare con le gomme da bagnato, nemmeno intermedie. 
Dopo ventiquattro tornate Verstappen gode di un vantaggio di oltre cinque secondi su Pérez, quasi 13 su Leclerc, 15 su Hamilton e 28 su Alonso. Al venticinquesimo giro Sainz Jr., penalizzato dai danni subiti per il contatto al via, opta per il ritiro. Lando Norris, ultimo al diciottesimo giro, sfruttando le soste degli altri piloti, recupera diverse posizioni, portandosi in zona punti, già al ventiquattresimo giro; dopo altre soste, e un sorpasso su Lance Stroll, il britannico è settimo, alle spalle del connazionale Russell. Inizia la seconda tornata di soste, anche per i piloti al comando. Al ventottesimo passaggio effettua il suo secondo pit stop Hamilton, che monta le gomme soft. La scelta è copiata da Charles Leclerc. Al rientro in pista il monegasco non viene attaccato da Hamilton, che prima deve passare Alonso, a La Source. Pérez si ferma al trentesimo giro, una tornata prima di Verstappen. La graduatoria rimane inalterata. Al trentanovesimo giro Esteban Ocon prende la nona posizione a Tsunoda. Due giri dopo il francese passa anche Stroll. Al penultimo giro Hamilton, che gode di un buon margine su Alonso, va ai box, monta gomme medie, e strappa il giro veloce a Verstappen. L'olandese vince la gara, davanti al compagno di team Pérez. Al terzo posto chiude Leclerc.
Il campione del mondo vince il quarantacinquesimo Gran Premio in carriera, la decima gara in stagione, l'ottava consecutiva, nonché il terzo successo consecutivo nel Gran Premio del Belgio, eguagliando le vittorie in questo appuntamento di Juan Manuel Fangio, Damon Hill e Sebastian Vettel, e bissando il trionfo nella Sprint. Per la Red Bull Racing, alla ventisettesima doppietta, la seconda consecutiva nel Gran Premio del Belgio, e la prima da quella ottenuta nel Gran Premio di Miami, è la dodicesima vittoria consecutiva in stagione su altrettante gare, la centoquattresima della propria storia e la sesta complessiva nel Gran Premio belga, nonché gli ultimi tre successi consecutivi. Per Pérez, al trentatreesimo podio, e superando il totale in carriera di Ricciardo, la seconda posizione è il miglior risultato in stagione dal Gran Premio di Miami. Leclerc, terzo, ottiene il terzo podio dell'anno, mentre Hamilton, quarto, ottiene punti in tutte le gare fin qui disputate. Il britannico, con il punto addizionale nel sessantatreesimo giro più veloce in carriera, si trova a una lunghezza nella lotta per il terzo posto in classifica piloti dietro ad Alonso, il quale termina quinto nella gara belga per la seconda edizione consecutiva, al trecentosettantesimo Gran Premio nella categoria. Russell conclude sesto per il secondo Gran Premio di fila. Norris e Stroll eguagliano il loro miglior risultato nel Gran Premio del Belgio, quello dell'edizione del 2020, con rispettivamente la settima e nona posizione. Stroll non ha concluso nelle prime otto posizioni nelle ultime cinque gare. Con l'ottava posizione e a punti per la prima volta dal Gran Premio del Canada, Ocon ottiene punti sul circuito di Spa-Francorchamps nelle sue ultime sei consecutive apparizioni. Tsunoda, decimo per la terza volta in campionato, ottiene punti per la prima volta dal Gran Premio d'Azerbaigian. Il giapponese ha ottenuto tutti i punti in stagione dell'AlphaTauri, terminando davanti al compagno di scuderia Ricciardo, alla seconda gara con il costruttore di Faenza. Gasly termina undicesimo, ma ha ottenuto più punti, sei, grazie al terzo posto della Sprint, di quelli ottenuti da Ocon, quattro, con l'ottava posizione. Per Max Verstappen, che ha concluso ogni Gran Premio della stagione in prima o seconda posizione, è stata l'ottava vittoria consecutiva, diventando il primo pilota nella storia della categoria a vincere otto appuntamenti consecutivi, al secondo posto generale nella storia del mondiale tra i piloti artefici del maggior numero di vittorie di fila. L'olandese è a una lunghezza dal record di nove gare vinte di fila di Vettel nella stagione 2013. Per Verstappen è stato il tredicesimo podio consecutivo, per la quarta striscia più lunga nella storia del mondiale, dietro a Michael Schumacher, Hamilton e Alonso. Il campione del mondo vince partendo dalla sesta posizione, eguagliando il record di vittorie in carriera di Alonso da nove diverse posizioni in griglia di partenza. La Red Bull Racing vince dodici gare consecutive dall'inizio del campionato, battendo il primato della McLaren di undici vittorie di fila dell'inizio del campionato della stagione 1988, ed estende il proprio record con tredici vittorie consecutive, considerando il trionfo nel Gran Premio di Abu Dhabi 2022, ultima gara del campionato precedente. Il costruttore austriaco sigla cinque doppiette stagionali, eguagliando il record del 2022 del maggior numero di doppiette messe a segno in una singola stagione. Verstappen trionfa con un margine di 22"305 sul secondo classificato Pérez, mentre nell'edizione precedente, partendo quattordicesimo, vinse con un distacco di 17"841, sempre sul compagno di scuderia. Pérez termina a quattro secondi e mezzo da Verstappen rispetto a quando è arrivato secondo dietro al suo compagno di squadra lo scorso anno. Con 314 punti ottenuti, Verstappen ha già superato il totale dei punti conquistati da Vettel nel 2010 (256 punti) e nel 2012 (281 punti), stagioni in cui il tedesco si laureò, rispettivamente, campione del mondo per la prima e terza volta. Al successivo Gran Premio d'Olanda Verstappen parteciperà alla gara di casa senza non aver vinto una gara o la Sprint da quattro mesi, con l'ultimo successo, diverso dal pilota olandese, appannaggio del compagno di squadra Pérez nel Gran Premio d'Azerbaigian. Leclerc non riesce a trionfare nelle ultime nove gare in carriera in cui è partito dalla prima posizione, mentre il compagno di squadra Sainz Jr. è ritirato nel Gran Premio del Belgio per la quarta volta, e la prima in stagione. Nell'edizione del 2020 non prese il via. Per Piastri è il primo ritiro da quello del Gran Premio del Bahrein, gara inaugurale del campionato, che rappresentò il debutto per il pilota australiano nella massima categoria. L'Alfa Romeo non ottiene punti da quattro gare. È stato il terzo Gran Premio del Belgio più veloce della storia, con l'attuale configurazione della pista e la distanza di gara prevista, dopo l'edizione del 2007 e quella del 2021, quest'ultima contrassegnata da un solo giro compiuto a causa di avverse condizioni meteorologiche, il quale rappresentò il Gran Premio più corto della storia della Formula 1. Tutti i piloti arrivati al traguardo sono classificati a pieni giri, senza che nessuno sia stato doppiato.
Sono stati cancellati quindici tempi dai commissari sportivi ai piloti per non aver rispettato i limiti della pista, durante le qualifiche. Si sono visti cancellare il tempo tre volte Logan Sargeant (una volta alla curva 9 e due volte alla curva 4), due volte Carlos Sainz Jr. (una volta alla curva 4 e una volta alla curva 11) e Yuki Tsunoda (entrambe le volte alla curva 9), una volta Kevin Magnussen (alla curva 11), Nico Hülkenberg (alla curva 11), Max Verstappen (alla curva 4), Sergio Pérez (alla curva 11), Alexander Albon (alla curva 9), Lando Norris (alla curva 4), Lewis Hamilton (alla curva 9) e Daniel Ricciardo (alla curva 15).

### Risultati
I risultati del Gran Premio sono i seguenti:
| Pos | Nº | Pilota           | Costruttore                  | Giri | Tempo/Ritiro       | Griglia | Punti |
| --- | -- | ---------------- | ---------------------------- | ---- | ------------------ | ------- | ----- |
| 1   | 1  | Max Verstappen   | Red Bull Racing-Honda RBPT   | 44   | 1h22'30"450        | 6       | 25    |
| 2   | 11 | Sergio Pérez     | Red Bull Racing-Honda RBPT   | 44   | +22"305            | 2       | 18    |
| 3   | 16 | Charles Leclerc  | Ferrari                      | 44   | +32"259            | 1       | 15    |
| 4   | 44 | Lewis Hamilton   | Mercedes                     | 44   | +49"671            | 3       | 13    |
| 5   | 14 | Fernando Alonso  | Aston Martin Aramco-Mercedes | 44   | +56"184            | 9       | 10    |
| 6   | 63 | George Russell   | Mercedes                     | 44   | +1'03"101          | 8       | 8     |
| 7   | 4  | Lando Norris     | McLaren-Mercedes             | 44   | +1'13"719          | 7       | 6     |
| 8   | 31 | Esteban Ocon     | Alpine-Renault               | 44   | +1'14"719          | 14      | 4     |
| 9   | 18 | Lance Stroll     | Aston Martin Aramco-Mercedes | 44   | +1'19"340          | 10      | 2     |
| 10  | 22 | Yuki Tsunoda     | AlphaTauri-Honda RBPT        | 44   | +1'20"221          | 11      | 1     |
| 11  | 10 | Pierre Gasly     | Alpine-Renault               | 44   | +1'23"084          | 12      |       |
| 12  | 77 | Valtteri Bottas  | Alfa Romeo-Ferrari           | 44   | +1'25"191          | 13      |       |
| 13  | 24 | Zhou Guanyu      | Alfa Romeo-Ferrari           | 44   | +1'35"441          | 17      |       |
| 14  | 23 | Alexander Albon  | Williams-Mercedes            | 44   | +1'36"184          | 15      |       |
| 15  | 20 | Kevin Magnussen  | Haas-Ferrari                 | 44   | +1'41"754          | 16      |       |
| 16  | 3  | Daniel Ricciardo | AlphaTauri-Honda RBPT        | 44   | +1'43"071          | 19      |       |
| 17  | 2  | Logan Sargeant   | Williams-Mercedes            | 44   | +1'44"476          | 18      |       |
| 18  | 27 | Nico Hülkenberg  | Haas-Ferrari                 | 44   | +1'50"450          | PL      |       |
| Rit | 55 | Carlos Sainz Jr. | Ferrari                      | 23   | Danni da incidente | 4       |       |
| Rit | 81 | Oscar Piastri    | McLaren-Mercedes             | 0    | Danni da incidente | 5       |       |

Lewis Hamilton riceve un punto addizionale per aver segnato il giro più veloce della gara.

## Classifiche mondiali

### Piloti
| Pos | Pilota           | Punti |
| --- | ---------------- | ----- |
| 1   | Max Verstappen   | 314   |
| 2   | Sergio Pérez     | 189   |
| 3   | Fernando Alonso  | 149   |
| 4   | Lewis Hamilton   | 148   |
| 5   | Charles Leclerc  | 99    |
| 6   | George Russell   | 99    |
| 7   | Carlos Sainz Jr. | 92    |
| 8   | Lando Norris     | 69    |
| 9   | Lance Stroll     | 47    |
| 10  | Esteban Ocon     | 35    |
| 11  | Oscar Piastri    | 34    |
| 12  | Pierre Gasly     | 22    |
| 13  | Alexander Albon  | 11    |
| 14  | Nico Hülkenberg  | 9     |
| 15  | Valtteri Bottas  | 5     |
| 16  | Zhou Guanyu      | 4     |
| 17  | Yuki Tsunoda     | 3     |
| 18  | Kevin Magnussen  | 2     |

### Costruttori
| Pos | Costruttore                  | Punti |
| --- | ---------------------------- | ----- |
| 1   | Red Bull Racing-Honda RBPT   | 503   |
| 2   | Mercedes                     | 247   |
| 3   | Aston Martin Aramco-Mercedes | 196   |
| 4   | Ferrari                      | 191   |
| 5   | McLaren-Mercedes             | 103   |
| 6   | Alpine-Renault               | 57    |
| 7   | Williams-Mercedes            | 11    |
| 8   | Haas-Ferrari                 | 11    |
| 9   | Alfa Romeo-Ferrari           | 9     |
| 10  | AlphaTauri-Honda RBPT        | 3     |